# Ctenocella ramosa
Ctenocella ramosa is een zachte koraalsoort uit de familie Ellisellidae. De koraalsoort komt uit het geslacht Ctenocella. Ctenocella ramosa werd in 1910 voor het eerst wetenschappelijk beschreven door Simpson. 